# Franz-Josef Antwerpes
Franz-Josef Antwerpes [ˈant.vɛa̯.pəs] (* 27. November 1934 in Viersen) ist ein ehemaliger deutscher Politiker (SPD). Er war von 1970 bis 1978 Abgeordneter im Landtag Nordrhein-Westfalen und danach bis 1999 Präsident des Regierungsbezirkes Köln.

## Leben
Antwerpes entstammt einer Bäckerfamilie, führte aber auf Anraten seines Vaters die Familientradition nicht fort und studierte stattdessen Volkswirtschaft, worin er auch promoviert hat.
Mit 21 Jahren trat er in die SPD ein und bekleidete verschiedene leitende kommunale Ämter, unter anderem leitete er in den Jahren 1962 bis 1975 den Planungsstab der Stadt Duisburg. Von 1970 bis 1978 saß er für seine Partei im Landtag Nordrhein-Westfalen.
Er war in den Jahren 1983 bis 2003 mit der Politikerin Elfi Scho-Antwerpes verheiratet und hat vier Kinder. Sein Großneffe Michael (* 1963) ist Journalist.

## Regierungspräsident des Bezirks Köln
Im Jahr 1978 wurde er zum Regierungspräsidenten in Köln ernannt. In diesem Amt erlangte er infolge seines sehr selbstbewussten Charakters und zahlreicher umstrittener Entscheidungen eine für das Amt ungewohnte, überregionale Bekanntheit sowie den Spitznamen „Kurfürst von Köln“.
Eines von Antwerpes Hauptthemen war die Sicherheit im Straßenverkehr, insbesondere der Kampf gegen Alkohol am Steuer und überhöhte Geschwindigkeit, oft auch gegen den Widerstand von Bevölkerung und Verbänden. So war er an Wochenenden häufig bei Verkehrskontrollen auf Autobahnen des Regierungsbezirkes anzutreffen, wo er Autofahrer eigenhändig von der Fahrbahn winkte. Er setzte ein Tempolimit von 100 km/h auf dem Kölner Autobahnring durch und ließ im Jahr 1987 bei starkem Nebel die Bundesautobahn A4 Köln-Aachen sperren, nachdem es auf den Autobahnen im Regierungsbezirk Köln allein zwischen Anfang 1985 und Februar 1987 nebelbedingt zu schweren Verkehrsunfällen mit 20 Toten gekommen war. Dies brachte ihm zwar Proteste bis zum Bundesverkehrsminister ein, doch Antwerpes stellte fest, dass es dank seiner Vollsperrung „nicht mal eine Beule gegeben“ habe. Selbst im Karneval war er noch verkehrserzieherisch aktiv: Am Ende einer Büttenrede winkte er mit einem Alkoholtestgerät und verabschiedete sich mit dem Hinweis, man würde sich ja später noch auf der Straße treffen – zum Blasen.

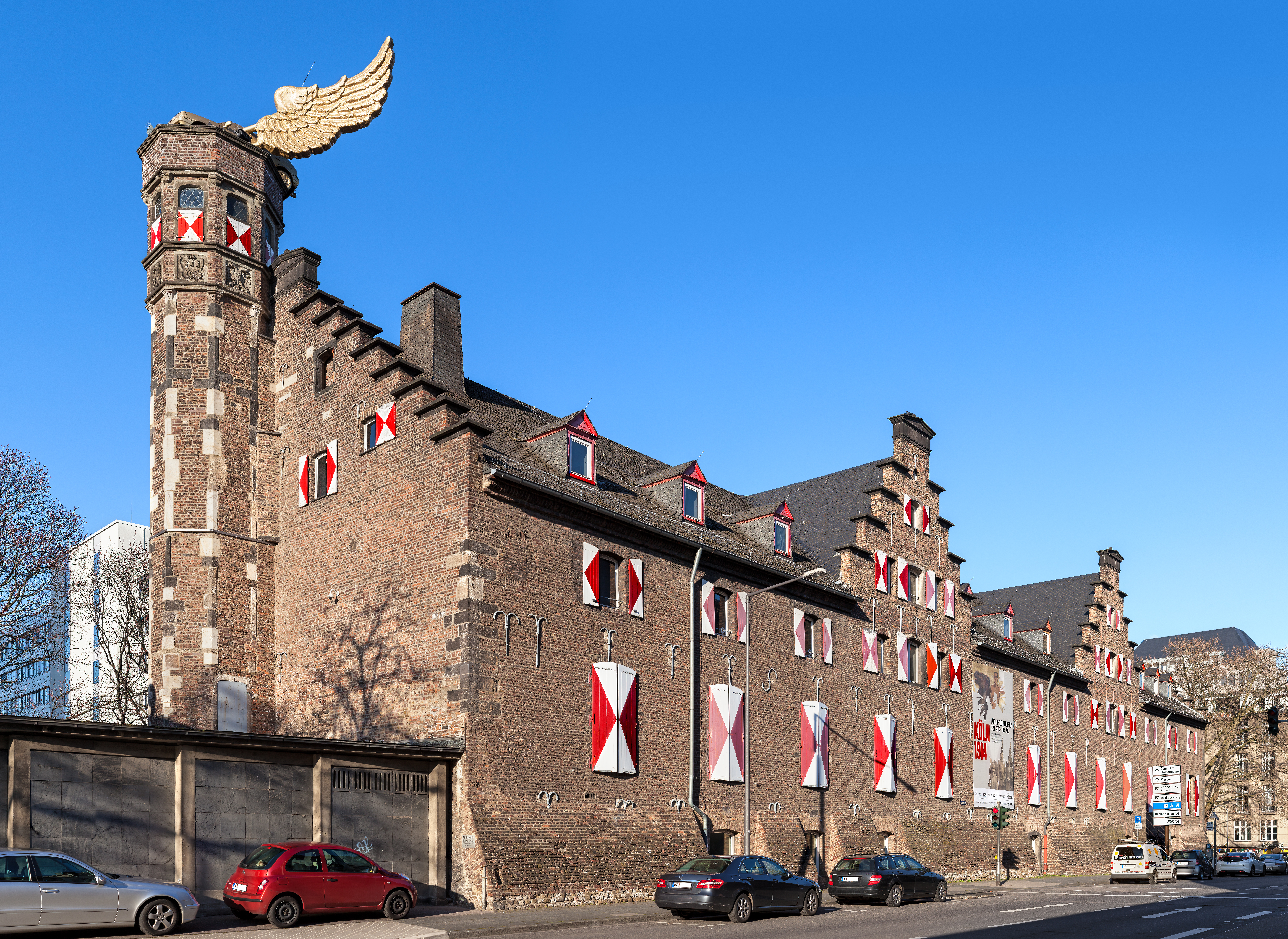
Kölnisches Stadtmuseum mit Flügelauto von HA Schult (2015)

Als der Aktionskünstler HA Schult 1991 im Rahmen der Aktion Fetisch Auto seine Skulptur Der Goldene Vogel auf dem Turm des vom Kölnischen Stadtmuseum genutzten historischen Zeughauses – in unmittelbarer Nachbarschaft des Regierungspräsidiums – platzierte, forderte Antwerpes im Hinblick auf den Denkmalschutz des Gebäudes die Entfernung. Sein Engagement in der Sache schlug in der Lokalpresse zwar hohe Wellen, scheiterte jedoch an einer Ausnahmegenehmigung des zuständigen Ministeriums.
Dem Kölner Domkapitel versagte er die bestattungsrechtliche Ausnahmegenehmigung, verstorbene Domherren weiter im Dom beizusetzen.
Große mediale Aufmerksamkeit erregte er im Jahr 1996 durch seine Auseinandersetzung mit der Kelly Family: Zum einen behauptete er, dass die Mitglieder der Familie, die zu dieser Zeit auf einem Hausboot im Köln-Mülheimer Hafen lebten, nicht ordnungsgemäß in Köln gemeldet seien und der Stadt dadurch steuerliche Einnahmen in beachtlicher Höhe entgingen, zum anderen versuchte er durchzusetzen, dass der damals vierzehnjährige Angelo Kelly eine öffentliche Schule besucht. In beiden Fällen musste Antwerpes zurückrudern: Zu den Vorwürfen bezüglich der Melde- und Steuerpflichten ließ er nach Intervention der Anwälte der Familie erklären, in dieser Angelegenheit lägen seiner Behörde „keine Informationen vor“, zudem beträfe sie „auch nicht ansatzweise“ seine Zuständigkeit. Bezüglich der Schulpflicht des Kelly-Sohnes Angelo hatte er offenbar übersehen, dass seine eigene Behörde bereits einen Monat vor seiner medienwirksamen Intervention ihr schriftliches Einverständnis zur vorzeitigen Beendigung der Schulpflicht erklärt hatte.
Im Zusammenhang mit der Auseinandersetzung mit der Kelly-Family verkündete Antwerpes sein Motto „streiten statt gleiten“ und dass es ihn nicht störe, wenn er sich dabei unbeliebt mache. Dem Vorwurf, er mische sich in alles ein, nur um in die Medien zu kommen, entgegnete er: „Unfug! Die Themen kommen zu mir wie das Kind zur Jungfrau.“ Zudem verstehe er sich „als ein Ombudsmann für die kleinen Leute, der das Recht vertritt und nicht ein Amigo-System.“ Eitel zu sein stritt er nicht ab. Auf kritische Veröffentlichungen reagierte er bisweilen eher ungehalten. Als der in der publizistischen Aufarbeitung des Kölner Klüngels aktive Werner Rügemer, der Antwerpes unter anderem wegen der Genehmigung und Auftragsvergabe der Kölner Müllverbrennungsanlage und des Kanalprojektes „Vorfluter Süd“ kritisiert hatte, vor Antwerpes’ Wohnung sogar eine „Klüngel-Führung“ abhielt, beschimpfte ihn der als Lügner und drohte zunächst mit Klage. Keiner der beiden zog jedoch vor Gericht. Eine vom Landesfinanzministerium aufgrund einer Beanstandung durch den Landesrechnungshof 1998 angeordnete Erhöhung der ausgesprochen günstigen Miete von Antwerpes’ ab 1980 genutzter Dienstwohnung in Köln-Lindenthal (Max-Bruch-Straße 8) scheiterte an einem fehlenden Mietwertgutachten. Den Kauf der Wohnung zu einem durch unabhängiges Wertgutachten ermittelten Preis lehnte er ab; für den Fall eines Verkaufs des Objekts an Dritte hätte er einen Kündigungsschutz von zehn Jahren gehabt.
1981 setzte Antwerpes vor seinem Amtssitz einige Rebstöcke, deren Wein er später scherzhaft als „Klein-Kölnhausener Zuckerberg“ bezeichnete. Dieser wurde zugunsten gemeinnütziger Organisationen verkauft oder versteigert. Der völlig ungenießbare Jahrgang 1988 wurde für 300 D-Mark pro Flasche verkauft, obwohl es sich nach Antwerpes’ Worten um den „schlechtesten Wein aller Zeiten“ handelte. Nach seinem Ausscheiden aus dem Amt pflegte er die Weinstöcke bis 2004 weiter.
1998 wurde Antwerpes für die Organisation medizinischer Hilfstransporte nach Kuba von Fidel Castro persönlich mit dem Orden der Freundschaft ausgezeichnet. Während mehrerer Urlaube pflegte Antwerpes persönlichen Kontakt zu Castro und dessen Ministern.
1999 trat er als dienstältester Kölner Regierungspräsident in den Ruhestand.

## Nach dem Ausscheiden aus dem Amt
Von 1999 bis 2001 moderierte er gemeinsam mit Marijke Amado im WDR-Fernsehen die Sendung Amado und Antwerpes – Die Talkshow für Genießer. In der Spielzeit 2005/06 übernahm er in der Kölner Oper in Konrad Beikirchers Neufassung des Offenbach-Stückes Orpheus in der Unterwelt die Rolle des Hans Styx, wobei er auf der Bühne auch einige seiner bekannten Amtshandlungen aufzählen sollte. Als das Publikum teilweise negativ reagierte, suchte er „ebenso beleidigt wie belehrend die Diskussion mit dem Publikum“, was zu weiteren Protesten führte.
2016 wurde Antwerpes im Altenberger Hof in Köln-Nippes für 60 Jahre Parteimitgliedschaft bei der SPD mit der Ehrennadel geehrt.
Antwerpes ist Autor einer Reihe von Büchern, vorwiegend über sein Leben und Wirken als Kölner Regierungspräsident.
Am 1. Juli 2020 wurde er mit dem Verdienstorden des Landes Nordrhein-Westfalen ausgezeichnet.

## Bücher
- 1997: Antworten auf nicht gestellte Fragen. Wienand Verlag, Köln, ISBN 3-87909-536-1.
- 1998: Lösungen für nicht vorhandene Probleme. Wienand Verlag, Köln, ISBN 3-87909-618-X.
- 1999: Zwischen allen Stühlen. Ungezähmte Erinnerungen eines Regierungspräsidenten. Kiepenheuer & Witsch, Köln, ISBN 3-462-02829-4.
- 2000: „Sehr geehrtes Arschloch!“ Briefe an den Regierungspräsidenten. Kiepenheuer & Witsch, Köln, ISBN 3-462-03502-9.
- 2001: Gnadenlos genießen … – Antwerpes’ Kölner Gastro-Führer. Kiepenheuer & Witsch, Köln, ISBN 3-462-03509-6.
- 2002: Lügen haben lange Beine. Kiepenheuer & Witsch, Köln, ISBN 3-462-03526-6.